# Além da Ilusão
Além da Ilusão (título en español: Más que una ilusión) es una telenovela brasileña producida y emitida por Rede Globo desde el 7 de febrero de 2022, sustituyendo Nos Tempos do Imperador, hasta el 19 de agosto de 2022, siendo sustituida por Mar do Sertão. Es la 96.ª telenovela transmitida por la cadena en el horario de las 18 horas.
Escrita por Alessandra Poggi y dirigida por Luís Felipe Sá y Luiz Henrique Rios, la telenovela es protagonizada por Larissa Manoela y Rafael Vitti, y también cuenta con las actuaciones de Danilo Mesquita, Jayme Matarazzo, Débora Ozório, Malu Galli, Antonio Calloni y Bárbara Paz en los papeles principales.

## Elenco
| Actor/Actriz           | Personaje                          |
| ---------------------- | ---------------------------------- |
| Larissa Manoela        | Isadora Camargo Tapajós (Dorinha)  |
| Larissa Manoela        | Elisa Camargo Tapajós              |
| Rafael Vitti           | Davi Jardim / Rafael Antunes       |
| Danilo Mesquita        | Joaquim Alves                      |
| Jayme Matarazzo        | Padre Tenório Marques              |
| Débora Ozório          | Olívia Ferraz                      |
| Bárbara Paz            | Úrsula Alves                       |
| Malu Galli             | Violeta Camargo Tapajós            |
| Antonio Calloni        | Matias Tapajós                     |
| Marcello Novaes        | Eugênio Barbosa                    |
| Marisa Orth            | Margô Gauthier / Margarida         |
| Duda Brack             | Iolanda Flores                     |
| Eriberto Leão          | Leônidas Lobato                    |
| Paloma Duarte          | Heloísa Camargo                    |
| Gaby Amarantos         | Emília Pereira                     |
| Marcos Veras           | Enrico Prata de Albuquerque        |
| Caroline Dallarosa     | Arminda Figueiredo Andrade         |
| Ricky Tavares          | Inácio Cabral                      |
| Paulo Betti            | Constantino Figueiredo             |
| Alexandra Richter      | Júlia Figueiredo Andrade (Julinha) |
| Olívia Araújo          | Augusta dos Santos                 |
| Mariah da Penha        | Manuela dos Santos                 |
| Larissa Nunes          | Letícia Carvalho                   |
| Guilherme Prates       | Lorenzo Martinelli                 |
| Matheus Dias           | Bento Gonçalves Nogueira           |
| Arlete Salles          | Santa Figueiredo Andrade           |
| Marcelo Escorel        | Geraldo                            |
| Patrick Sampaio        | Arthur Batista                     |
| Cláudio Jaborandy      | Benedito Ferraz (Benê)             |
| Patricia Pinho         | Fátima Ferraz                      |
| Carla Cristina Cardoso | Felicidade Carvalho                |
| Guilherme Silva        | Onofre Carvalho                    |
| Luciano Quirino        | Abílio Gonçalves Nogueira          |
| Cláudio Gabriel        | Cipriano Pereira                   |
| Roberta Gualda         | Giovanna Martinelli                |
| Carol Romano           | Mariana                            |
| Andrea Dantas          | Romana                             |
| Jorge Lucas            | Delegado Salvador                  |
| Alex Brasil            | Dr. Elias                          |
| Luciana de Rezende     | Iara                               |
| Giulia Ayumi           | Rita de Cássia (Ritinha)           |
| Thayla Luz             | Inês                               |
| Nicolas Parente        | João Pereira (Jojo)                |
| Vivi Sabino            | Madalena Carvalho (Madá)           |

### Participaciones especiales
| Actor/Actriz              | Personaje                  |
| ------------------------- | -------------------------- |
| Lima Duarte               | Afonso Camargo             |
| Glória Pires              | Nise da Silveira           |
| Ângela Vieira             | Lisiê Marques              |
| João Vitti                | Arnaldo Jardim             |
| Fabrício Belsoff          | Rafael Antunes (verdadero) |
| Jhonny Massaro            | Nelsinho                   |
| Juliane Araújo            | Sueli                      |
| Michel Blois              | Leopoldo Cintra            |
| Nikolas Antunes           | Plínio Rivera              |
| Emiliano Queiroz          | Padre Romeu                |
| Marcos Breda              | Juez Raimundo Barros       |
| Marcela Muniz             | Cândida Goldman            |
| Pablo Morais              | Marcos                     |
| Eunice Bráulio            | Tía Eunice                 |
| Joelson Medeiros          | Sandoval                   |
| Gustavo Machado           | Promotor Furtado           |
| Hugo Resende              | Gaspar                     |
| Anja Bittencourt          | Doña Abigail               |
| Dani Moreno               | Anastácia                  |
| Maria Manoella            | Lyra                       |
| Lana Guelero              | Paraka                     |
| Bruno Bevan               | Yanko                      |
| Fabiano Persi             | Perito Diniz               |
| Alexandre Lino            | Antenor                    |
| Ivo Gandra                | Carlos                     |
| Caio Lucas Leão           | Rubens                     |
| Ruan Aguiar               | Ícaro                      |
| Amaury Lorenzo            | Aristides                  |
| Bernardo Filaretti        | Luís Augusto               |
| Lucas Oradovschi          | Misha                      |
| Flávio Baiocchi           | Delegado Cabral            |
| Aldo Perrotta             | Dr. Álvares                |
| Leandra Lopez             | Lavínia                    |
| André Teixeira            | Sargento Padilha           |
| Bruno Nunes               | Soldado Fonseca            |
| Victor Grimoni            | Elizeu                     |
| Ju Vianna                 | Cantante del casino Oásis  |
| Aléssio Abdon             | Pacheco                    |
| Cláudio Cinti             | Gilberto                   |
| Diogo Savalla             | Tobias                     |
| Werles Pajero             | Domingos                   |
| Alexandre Dacosta         | Severino                   |
| Adri Lima                 | Eleonora                   |
| Daniel Braga              | Gastão                     |
| Fábio Guará               | Leonardo                   |
| Evelyn Montesano          | Celeste                    |
| Cláudia Provedel          | Hortência                  |
| Flávio Leimig             | Charles                    |
| Sofia Budke               | Isadora (niña)             |
| Bernardo Cintra           | Davi (15 años)             |
| Thiago Voltolini          | Joaquim (15 años)          |
| Letícia Pedro             | Olívia (15 años)           |
| Pedro Guilherme Rodrigues | Bento (15 años)            |
| Maria Luiza Galhano       | Letícia (15 años)          |
| Vinícius Pieri            | Lorenzo (15 años)          |
| Ana Clara Winter          | Heloísa (joven)            |